# René Aebischer
Pour les articles homonymes, voir Aebischer.
René Aebischer, né le 19 septembre 1941 à Merenschwand et mort le 1er juillet 2012, est un haut fonctionnaire suisse. Il est chancelier d'État du canton de Fribourg de 1985 à 2005.

## Biographie
René Aebischer est catholique, originaire de Saint-Antoine, dans le canton de Fribourg,.
Il est membre du Parti démocrate-chrétien, et bien qu'il s'abstienne de faire de la politique à partir de son élection à la chancellerie, il conserve des amis fidèles dans le district de la Singine.
Grâce à ses appuis politiques, il devient vice-chancelier d'État à partir de 1969 puis chancelier à partir de 1985, succédant à Georges Clerc. Il cumule cette fonction avec celles de secrétaire général du Grand Conseil et de porte-parole du gouvernement. 
Il a initié plusieurs projets concernant l'information au niveau de l'État : codification du protocole du Conseil d'État, vade-mecum du Gouvernement, ordonnance sur l'information, création du Bureau de l'information, élaboration de la nouvelle loi sur l'information et uniformisation des sites Internet de l'État.
En 2000, il est président de la Conférence suisse des Chanceliers d'État.
Il prend sa retraite le et est remplacé par Danielle Gagnaux-Morel.
Il décède d'une crise cardiaque le 1er septembre 2012, dans sa 72e année.

## Vie privée
Il est marié à Ursula Grüter. Ils ont deux enfants.
Passionné de football, il pratique ce sport dans sa jeunesse, puis fait des piges pour un journal sportif jusqu'en 1994. Il fonde le FC Grand Conseil,. En 1993, Il est nommé membre honoraire de la ligue amateur.

## Publication
(de) Aufgabenverteilung zwischen Kanton und Gemeinden, untersucht unter Bezugnahme auf den Kanton Freiburg, Fribourg, Presses universitaires de Fribourg, 1987, 296 pages (ISBN 3-7278-0550-1)